# Сабадсаллаш

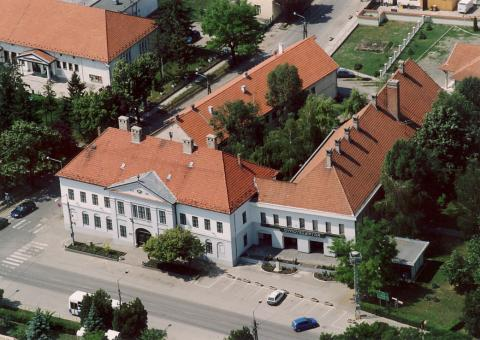
Сабадсаллаш

Сабадсаллаш (угор. Szabadszállás) — місто в медьє Бач-Кішкун в Угорщині. Місто займає площу 164,62 км², на якій проживає 6850 жителів.
| Угорщина | Це незавершена стаття з географії Угорщини. Ви можете допомогти проєкту, виправивши або дописавши її. |